# Viscum tsiafajavonense
Viscum tsiafajavonense är en sandelträdsväxtart som beskrevs av Simone Balle. Viscum tsiafajavonense ingår i släktet mistlar, och familjen sandelträdsväxter. Inga underarter finns listade i Catalogue of Life.